# Norme et standard de télévision
Une série de normes et standards de télévision a été développée sur le plan mondial pour simplifier l'industrialisation et la commercialisation des téléviseurs puis des appareils vidéo et informatiques; ces accords internationaux définissent les spécifications et compatibilités entre les systèmes ou équipements exploités. Ces normes et standards s'appliquent pour les signaux analogiques dès la fin des années 1930 et à partir de la fin du XXe siècle, sont progressivement remplacés par les normes de télédiffusion numérique.

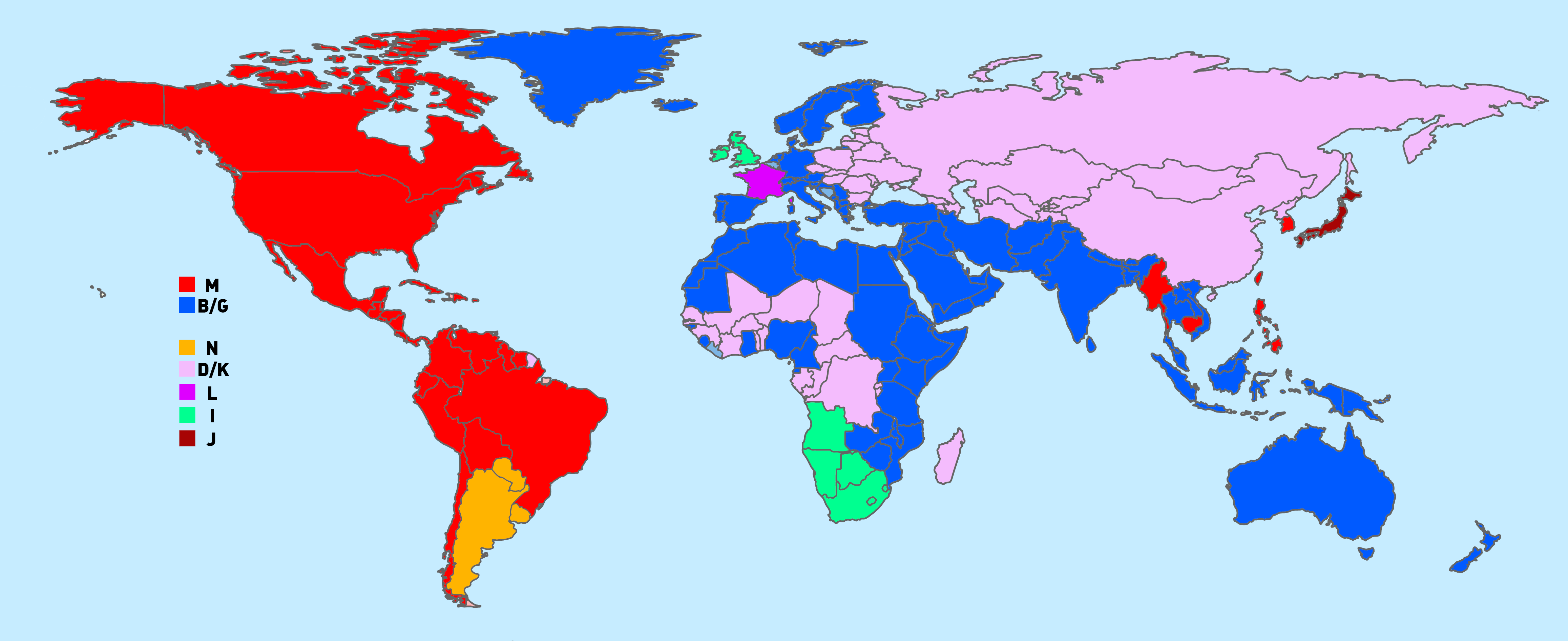
Carte mondiale de répartition par pays, des normes de télédiffusion analogique terrestre, symbolisées par une lettre. À ne pas confondre avec le standard couleur NTSC, PAL ou SÉCAM. Voir Fréquences des canaux de télévision

- La norme ou parfois système, concerne principalement les caractéristiques du signal vidéocomposite et le mode de télédiffusion ; elle définit notamment le type de modulation du signal vidéo et sa polarisation ainsi que les caractéristiques audio. Dans certains pays d'Europe, la modulation est polarisée en positif et associée à l'audio modulé en AM (modulation d'amplitude) pour les normes historiques A, C, E, F et L ou en polarisation négative associée à l'audio en modulation de fréquence (FM), pour les autres normes B, D, G, H, I, J, K, M et N.
- Le standard concerne plus particulièrement les caractéristiques couleurs du signal vidéocomposite, lequel doit être modulé conformément à la norme de télédiffusion associée.

L'Union internationale des télécommunications définit les formats et profils de télédiffusion officiellement adoptés par les pays membres depuis la fin des années 1930.
L'Histoire des techniques de télévision fait l'objet d'un article séparé.

## Caractéristiques du signal vidéo

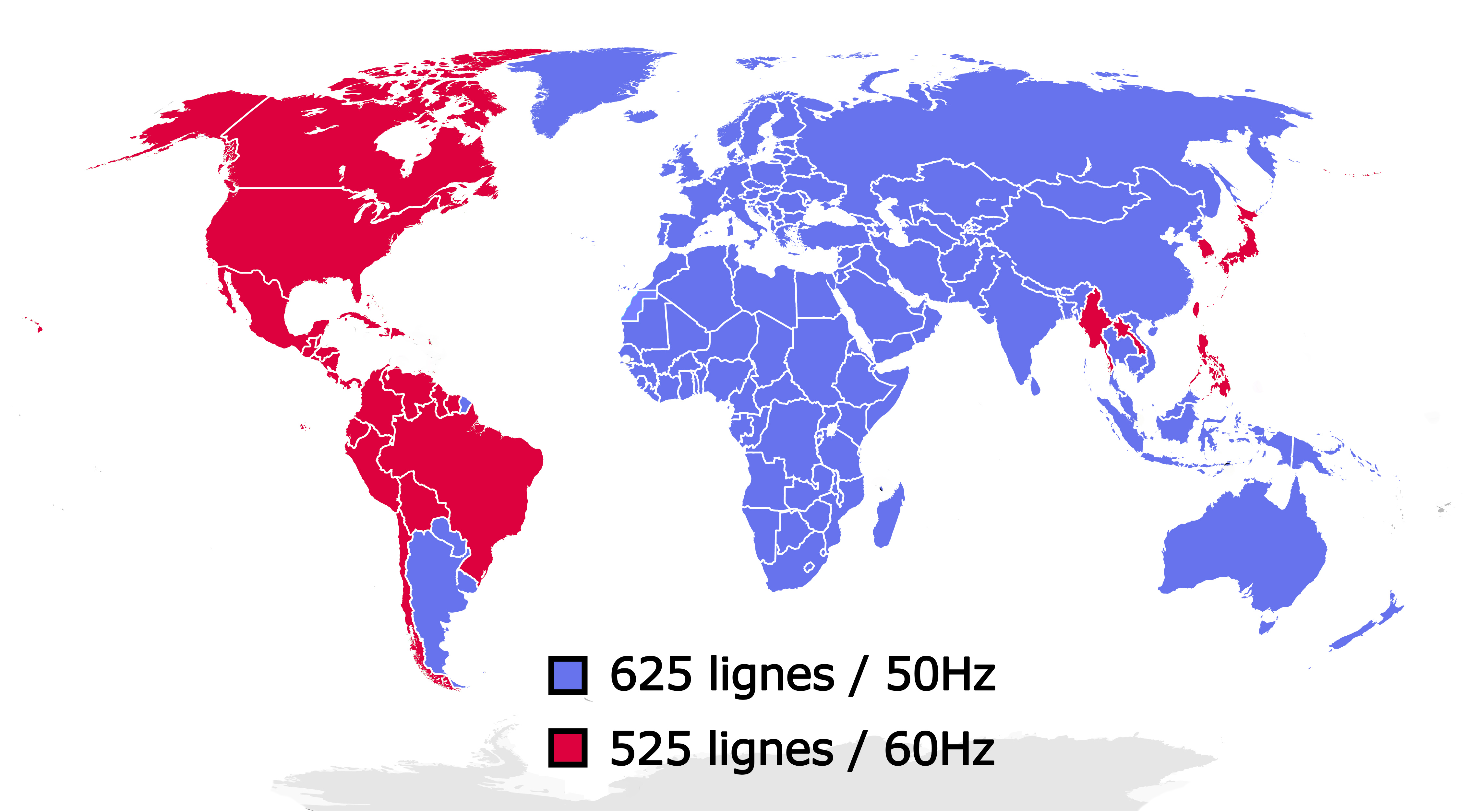
Carte mondiale de répartition par pays, du format de télévision et vidéo analogique, caractérisé par la définition et la fréquence du courant électrique local. Répartition en vigueur à partir de 1985. À ne pas confondre avec la norme de télédiffusion ou avec le standard couleur NTSC, PAL ou SÉCAM. Voir Fréquences des canaux de télévision

Les signaux vidéo qu'ils soient noir et blanc ou en couleurs se différencient notamment par leur fréquence image, trame (vidéo) et leur résolution, lesquelles sont déterminées conformément à la fréquence du réseau électrique de chaque pays, principalement pour minimiser certaines interférences et réduire les coûts de fabrication industrielle. On peut noter qu'à partir du milieu des années 1970 et jusqu'à l'arrivée de la télévision à haute définition, les deux résolution d'image vidéo qui dominent sur le plan international sont le 625 lignes pour le continent européen, l'Outremer, l'Afrique et le 525 lignes, pour le reste du monde, dont principalement les continents américains et l'Asie.
La polarisation du signal vidéo composite est toujours positive mais lors de la télédiffusion analogique, ce signal peut être inverti et la modulation être en polarisation négative comme pour les normes B, D, G, H, I, J, K, M et N.

## Normes de télédiffusion analogique
Selon l'Union internationale des télécommunications (UIT- ITU), une lettre permet d'identifier le système de modulation des signaux de télédiffusion.
En 1946, la conférence UIT qui se tient à Moscou détermine et entérine officiellement les premières normes de télédiffusion, exclusivement en noir et blanc, à l'époque.
Dans cette liste sont précisés, la gamme de fréquences (VHF - UHF), la résolution image, les pays qui l'ont adoptée ainsi que la période d'exploitation de chaque norme.
Dans certaines zones géographiques comme par exemple, l'Amérique du Nord et du Sud, l'Asie, l'Océanie ou encore le continent Africain, l'abandon total de la télédiffusion analogique n'est toujours pas effectif.
Avant la normalisation :

441 lignes = VHF (modulation positive de la vidéo, audio AM) - Allemagne, États-Unis, France, Italie (1935-1956)

455 lignes = VHF (modulation positive de la vidéo, audio AM) - France, Italie (1938-1942)
Normalisation UIT-ITU : 

A = VHF 405 lignes (modulation positive de la vidéo, audio AM) - Royaume-Uni (1936-1985)

B = VHF+UHF 625 lignes - (Europe) EBU-UER, Asie, Afrique, Australie (1950-). 

C = VHF 625 lignes ((modulation positive de la vidéo, audio AM) - Belgique, Italie, Hollande, Luxembourg - (1953-1978)

D = VHF-UHF 625 lignes - Australie, Outremer, Europe de l'Est, Chine (1948-). 

E = VHF 819 lignes (modulation positive de la vidéo, audio AM) France / Monaco / Vatican (1948-1984)

F = VHF 819 lignes (modulation positive de la vidéo, audio AM) Belgique / Luxembourg (1953-1983) 

G = UHF 625 lignes (Europe) EBU-UER, Asie, Afrique (1961-).

H = UHF 625 lignes (Europe) Belgique, Pays de l'Est, Malte (1961-).

I = VHF+UHF - 625 lignes - Irlande, UK, Hong Kong, Macao, Falkland et Afrique du sud (1962-2002)

J = VHF+UHF 525 lignes - Japon - Asie (1950-2011)

K/K1 = UHF 625 lignes Australie, Outremer, Europe de l'Est, Chine (1961-).

L = VHF-UHF 625 lignes (modulation positive de la vidéo, audio AM)  France, Monaco, Luxembourg (1961-2011)

M = VHF+UHF 525 lignes - Amérique, Asie (1941-2015)

N = UHF 625 lignes - Amérique du Sud (1951-)
| Norme | Introduction | Nombre de Lignes | Trame par sec. (i/s) | Largeur de bande modulée (MHz) | Largeur de bande vidéo (MHz) | Séparation Vidéo / Porteuse Audio (MHz) | Bande latérale (MHz) | Polarisation signal Vidéo (+, -) | Modulation Audio (AM, FM) | Fréq. Chrominance (MHz) | Rapport Vidéo / Audio | Standard couleur associé | Gamma de l'affichage |
| ----- | ------------ | ---------------- | -------------------- | ------------------------------ | ---------------------------- | --------------------------------------- | -------------------- | -------------------------------- | ------------------------- | ----------------------- | --------------------- | ------------------------ | -------------------- |
| A     | 1936         | 405              | 25                   | 5                              | 3                            | −3.5                                    | 0.75                 | +                                | AM                        | aucune                  | 4:1                   | aucun                    | 2.5 - 2.0            |
| B     | 1950         | 625              | 25                   | 7                              | 5                            | +5.5                                    | 0.75                 | -                                | FM                        | 4.43                    |                       | SECAM ou PAL             | 2.8                  |
| C     | 1953         | 625              | 25                   | 7                              | 5                            | +5.5                                    | 0.75                 | +                                | AM                        | aucune                  |                       | aucun                    | 2.0                  |
| D     | 1948         | 625              | 25                   | 8                              | 6                            | +6.5                                    | 0.75                 | -                                | FM                        | 4.43                    |                       | SECAM ou PAL             | 2.8                  |
| E     | 1949         | 819              | 25                   | 14                             | 10                           | ±11.15                                  | 2.00                 | +                                | AM                        | aucune                  |                       | aucun                    | 1.7                  |
| F     | 1953         | 819              | 25                   | 7                              | 5                            | +5.5                                    | 0.75                 | +                                | AM                        | aucune                  |                       | aucun                    | 2.0                  |
| G     | 1961         | 625              | 25                   | 8                              | 5                            | +5.5                                    | 0.75                 | -                                | FM                        | 4.43                    | 5:1                   | PAL ou SECAM             | 2.8                  |
| H     | 1961         | 625              | 25                   | 8                              | 5                            | +5.5                                    | 1.25                 | -                                | FM                        | 4.43                    | 5:1                   | PAL                      | 2.8                  |
| I     | 1962         | 625              | 25                   | 8                              | 5.5                          | +5.9996                                 | 1.25                 | -                                | FM                        | 4.43                    | 5:1                   | PAL                      | 2.8                  |
| J     | 1953         | 525              | 30                   | 6                              | 4.2                          | +4.5                                    | 0.75                 | -                                | FM                        | 3.58                    |                       | NTSC                     | 2.2                  |
| K     | 1961         | 625              | 25                   | 8                              | 6                            | +6.5                                    | 0.75                 | -                                | FM                        | 4.43                    | 5:1                   | SECAM ou PAL             | 2.8                  |
| K1    | 1964         | 625              | 25                   | 8                              | 6                            | +6.5                                    | 1.25                 | -                                | FM                        | 4.43                    |                       | SECAM                    | 2.8                  |
| L     | 1961         | 625              | 25                   | 8                              | 6                            | -6.5                                    | 1.25                 | +                                | AM                        | 4.43                    | 8:1                   | SECAM                    | 2.8                  |
| M     | 1941         | 525              | 30                   | 6                              | 4.2                          | +4.5                                    | 0.75                 | -                                | FM                        | 3.58/3.56               |                       | NTSC ou PAL              | 2.2                  |
| N     | 1951         | 625              | 25                   | 6                              | 4.2                          | +4.5                                    | 0.75                 | -                                | FM                        | 3.58                    |                       | PAL                      | 2.8                  |

## Historique de la télédiffusion

En 1939, la célèbre mire américaine est utilisée aux Etats-Unis pour la norme M à 525 lignes noir et blanc, sur le réseau RCA

Les premiers dispositifs de télédiffusion de type « Télégraphie Sans Fil » (TSF) en Europe, datent de 1930. L’Allemagne lance sa toute première chaîne diffusée par la Deutsche Reichpost (PTT) suivie peu de temps après, par la BBC en Angleterre. Aux États-Unis, John Logie Baird a déjà réalisé plusieurs expérimentations. En France, en 1931, la première télédiffusion publique est réalisée à Malakoff, par René Barthélémy.
Entre les années 1930 et 1960, la télévision connait de multiples améliorations. Toutefois, y compris dans un même pays, de multiples configurations et spécificités non standardisées cohabitent. Durant cette période, la résolution image (définition par le nombre ligne horizontales) peut varier, s'étendant d'une centaine de lignes au début des années 1930, en passant par 405 lignes (Royaume-Uni), 441 lignes voire 455 lignes et jusqu'à la haute définition 819 lignes (France), entre 1950 et 1980.

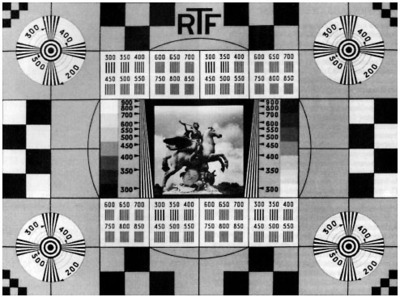
Mire de télévision française exploitée pour la norme E à 819 lignes en noir et blanc, à partir de 1949.

L'arrivée de la couleur dans les années 1950 et 1960, le son en stéréophonie durant les années 1970 (en Europe), le télétexte dans les années 1970, le format large ou 16/9 dans les années 1980 avec les normes D2 Mac et PALplus puis la haute définition analogique « MUSE » japonaise ou le HD Mac européen au milieu des années 1980 et enfin la technologie numérique au milieu des années 1990 viennent s'ajouter ou enrichir les diverses normes et standards d'origine.

Téléviseur de 1955 de norme A britannique, à 405 lignes en noir et blanc.

## La course à la définition
Dès les années 1930, dans les laboratoire et chez les ingénieurs des principales nations industrialisées, une course s'engage pour concevoir et faire adopter par leur pays, la norme de télévision électronique encore en noir et blanc, dont l'une des caractéristiques essentielles est la définition ligne. Entre 1930 et la fin des années 1940, on passe de quelques dizaines de lignes de définition, à la haute définition, proche d'un millier de lignes.

### Contexte stratégique politico-industriel

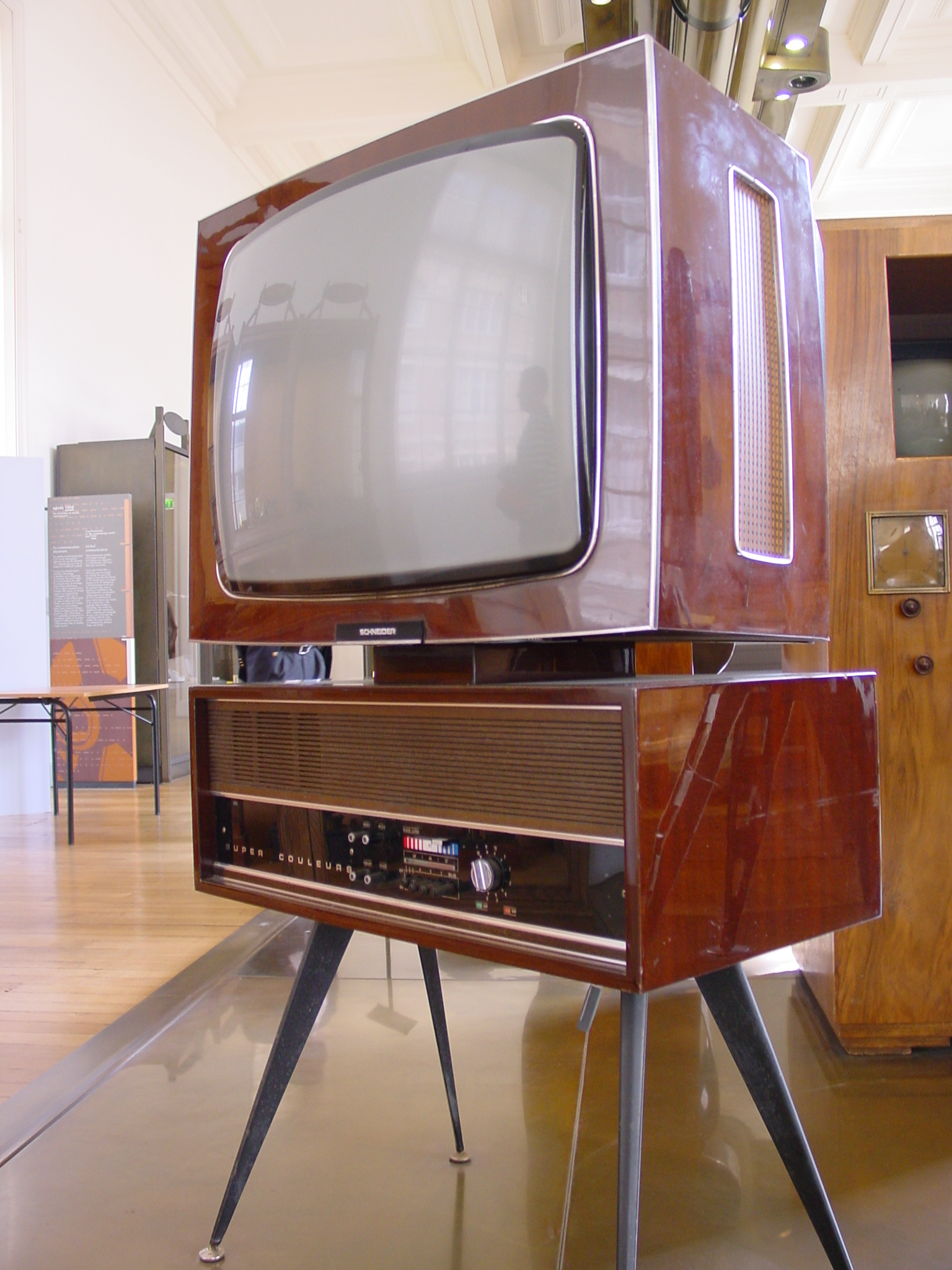
Associée à la norme L en décembre 1961, la télédiffusion à 625 lignes noir et blanc se dote progressivement du standard couleur Sécam, principalement pour la France

Une bataille techno-politique au sujet des normes de diffusion de la télévision en noir et blanc se déroule après la deuxième guerre mondiale. Alors que la Grande-Bretagne reprend la télédiffusion en 1946, en préservant son format unique d’avant-guerre de 405 lignes jusqu'en 1964, les autres pays européens choisissent d'autres systèmes. Philips, fabricant néerlandais très influent, entend défendre son système à 567 lignes, adaptation du système américain à 525 lignes.
De son côté, le format à 625 lignes développé par des ingénieurs de télévision russes est notamment soutenu puis adopté par l’Allemagne et la Suisse. Ce format va s'imposer partout où la norme américaine à 525 lignes n'est pas adoptée. Après avoir provisoirement conservé le 441 lignes allemand, la France choisit de défendre sa propre norme de haute définition noir et blanc à 819 lignes, en s'isolant du reste du monde, avant d'adopter pour ses nouvelles chaînes dès 1963, le format 625 lignes créé par les soviétiques en 1946.

### Étapes importantes pour la course à la définition
Les étapes historiques les plus marquantes débouchent successivement sur le format :
- 343 lignes de NBC-RCA aux États-Unis, expérimenté en 1938[7].
- 375 lignes d'Allemagne, expérimenté en 1936[8]
- 405 lignes du Royaume-Uni, exploité de 1937 à 1985[9]
- 441 lignes de l'Allemagne, exploité en Europe entre 1935 et 1955[10].
- 455 lignes de la France entre 1937 et 1940[4]
- 525 lignes des États-Unis, de 1941 à 2010
- 567 lignes de Philips développé en 1948, jamais exploité[11]
- 625 lignes des soviétiques, créé en 1944, adopté en 1946 par l'URSS[6], exploité en Europe depuis 1948[12]
- 729 lignes de Thomson-Houston France et Telefunken Allemagne, expérimenté en 1943, jamais exploité[4]
- 750 lignes de la Compagnie Générale de TSF, France, en 1946, jamais exploité[4]
- 753 lignes d'Henri de France (Radio-Industrie), expérimenté en 1943, jamais exploité[13].
- 767 lignes d'Henri de France (Radio-Industrie), en 1944, jamais exploité[6]
- 819 lignes d'Henri de France, développé en 1944 et exploité de 1947 à 1983, en France[4].
- 1 000 lignes de John Logie Baird étudié à partir de 1944 en Angleterre et en couleur mais jamais exploité[14].
- 1 015 lignes de René Barthélemy, France, en 1946, jamais exploité[15]
- 1 042 lignes de la CdC France en 1947, jamais exploité[15]
- 1 050 lignes de CBS en 1983, format compatible avec le 525 lignes américain, jamais exploité[2].

À partir du milieu des années 1950, la course à la couleur supplante celle relative à la définition de l'image TV, ce qui entraine l'abandon progressif des formats noir et blanc de définition 405 lignes britannique et 819 lignes français.
Les deux formats 525 lignes et 625 lignes subsistent jusqu'à aujourd'hui car ils font partie des définitions normalisées des systèmes vidéo numériques, tels que les signaux HDMI, notamment.

## Caractéristiques du format à 819 lignes
Le format à 819 lignes introduit en 1949 principalement en France, bien qu'expérimenté pour la couleur, n'a diffusé qu'un signal vidéo noir et blanc. Ce format a été associé aux normes de télédiffusion CCIR / UIT de type E et F, abandonnées au début des années 1980.
| Fréquence trame | Image      | Intervalle vertical | Nombre d'impulsion | Largeur de bande d'impulsion | Fréquence ligne | Portier avant | Synchro ligne | Portier arrière | durée de ligne active | Rappoort Vidéo/synchro |
| --------------- | ---------- | ------------------- | ------------------ | ---------------------------- | --------------- | ------------- | ------------- | --------------- | --------------------- | ---------------------- |
| 50 Hz           | 737 lignes | 41 lignes           | 1 par trame        | 20.0 μs                      | 20475 Hz        | 0.5 μs        | 2.5 μs        | 5.0 μs          | 40.8 μs               | 70/30                  |

Le format 819 lignes a exploité deux normes CCIR de télédiffusion, la norme E et la norme F.
| Norme CCIR UIT | Lignes | Vitesse trame | Largeur de bande par canal (MHz) | Bande passante vidéo (MHz) | Décalage porteuse audio                                    | Bande latérale vestigiale | Modulation vidéo | Modulation audio       |
| -------------- | ------ | ------------- | -------------------------------- | -------------------------- | ---------------------------------------------------------- | ------------------------- | ---------------- | ---------------------- |
| E              | 819    | 25            | 14                               | 10                         | ±11.15 (+ sur les canaux impairs ; - sur les canaux pairs) | 2.00                      | Positive         | Modulation d'Amplitude |
| F              | 819    | 25            | 7                                | 5                          | +5.5                                                       | 0.75                      | Positive         | Modulation d'Amplitude |

### Norme E
La télédiffusion conforme à la norme E exploite les paramètres suivants :
| Canal | Vidéo (MHz) | Audio (MHz) |
| ----- | ----------- | ----------- |
| F2    | 52.40       | 41.25       |
| F4    | 65.55       | 54.40       |
| F5    | 164.00      | 175.15      |
| F6    | 173.40      | 162.25      |
| F7    | 177.15      | 188.30      |
| F8    | 186.55      | 175.40      |
| F8A   | 185.25      | 174.10      |
| F9    | 190.30      | 201.45      |
| F10   | 199.70      | 188.55      |
| F11   | 203.45      | 214.60      |
| F12   | 212.85      | 201.70      |

## Transition vers le numérique et abandon de la télédiffusion analogique
En 2022, une quinzaine de pays n'ont toujours pas commencé la transition numérique de leur télédiffusion terrestre nationale : Bengladesh, Belize, Burundi, Centrafrique, Comores, Dominique, Erythrée, Haïti, Irak, Jamaïque, Liban, Libye, Mauritanie, Nicaragua, République Dominicaine, Trinité-et-Tobago.
On peut noter que même en Europe, la Turquie n'a commencé que tardivement la diffusion numérique terrestre en 2021 et sur une partie de son territoire seulement.
Bien plus rapide et économique, la retransmission par satellite permet à certains de ces pays, d'accéder toutefois à la télédiffusion numérique depuis les années 2000.

## Standards couleur: NTSC, Sécam et PAL

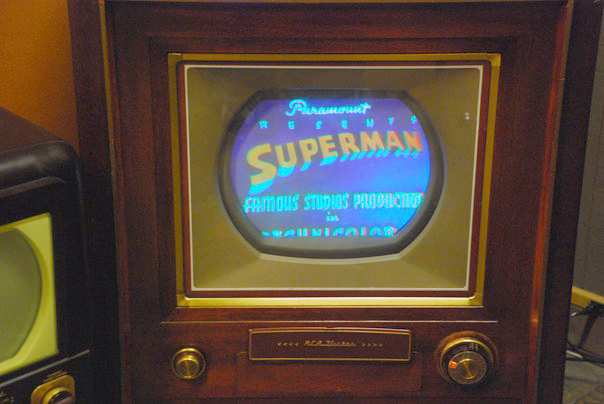
Le 31 mars 1954, le téléviseur couleur RCA modèle CT-100 est commercialisé aux États-Unis.

Le standard couleur n'est pas obligatoirement associé à un seul format de signal vidéocomposite (luminance et synchronisation) noir et blanc ou de modulation (télédiffusion). Ainsi, les standards SÉCAM ET PAL sont compatibles avec d'autres normes comme le 625 lignes et différentes modulations, notamment distinctes de celles de l'U.R.S.S., de l'Allemagne ou de la France où ils ont été conçus et exploités. Certains réseaux de télédistribution par câble ou certains appareils vidéos (magnétoscopes, lecteurs DVD), une combinaison spécifique entre les signaux vidéo et le standard couleur ont parfois été exploités pour faciliter une certaine compatibilité locale, principalement avec des téléviseurs.

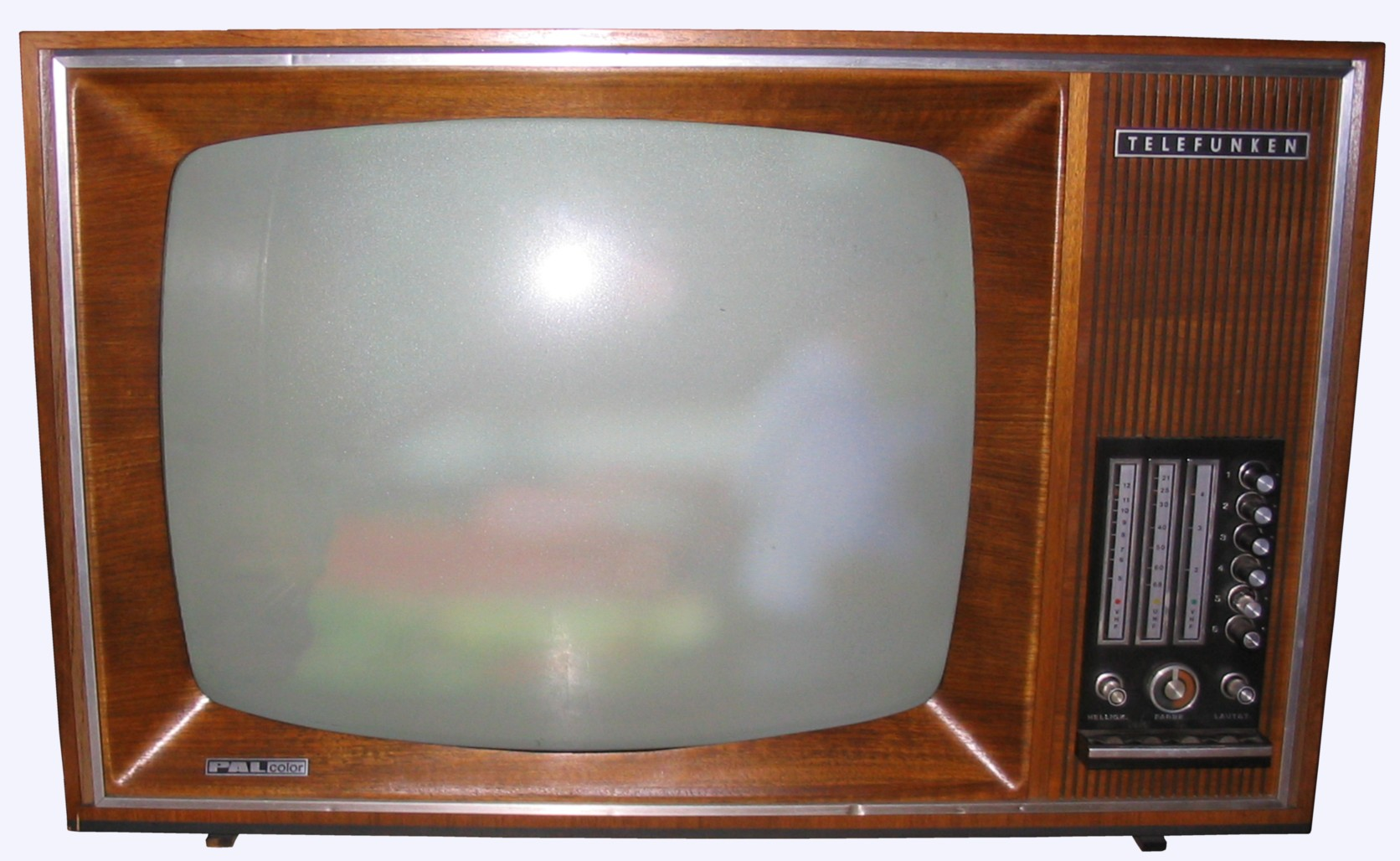
En Europe, le standard couleur PAL créé par la société allemande Telefunken est associé dès 1967, aux normes B et G à 625 lignes antérieurement en noir et blanc uniquement

### NTSC: National Television System Committee
Développé aux États-Unis, il est le premier standard de télévision en couleurs noation exploité commercialement à grande echelle. Les retransmissions publiques débutent officiellement en 1954 (téléviseurs couleurs mécaniques de brevets RCA).
En Amérique du nord, le standard NTSC est associé à la norme noir et blanc existante, la norme M.
| lignes/nombre de trames    | 525/60 puis 525/59.94   |
| fréquence horizontale      | 15.75 puis 15.73425 MHz |
| fréquence verticale        | 60 puis 59.94 Hz        |
| fréquence porteuse couleur | 3.579545 MHz            |
| largeur de bande vidéo     | 4.2 MHz                 |
| porteuse audio             | 4.5 MHz (FM)            |

### SÉCAM: Séquentiel couleur à mémoire
Développé en France au début des années 1960 et également adopté par les pays de l'Est. Expérimenté dès 1963 sur des émetteurs situés à Paris. Début de la diffusion commerciale en France, en octobre 1967.
Dans différents pays, le standard couleurs Sécam est associé aux normes L, B/G, D et K/K'.
|                                   | SECAM B-G-H  | SECAM D      | SECAM K-K1   | SECAM L      |
| lignes/nombre de trames           | 625/50       | 625/50       | 625/50       | 625/50       |
| fréquence horizontale             | 15.625 kHz.  | 15.625 kHz.  | 15.625 kHz.  | 15.625 kHz.  |
| fréquence verticale               | 50 Hz        | 50 Hz        | 50 Hz        | 50 Hz        |
| fréquence porteuse vidéo couleurs | 4.430625 MHz | 4.430625 MHz | 4.430625 MHz | 4.430625 MHz |
| largeur de bande vidéo            | 5.0 MHz      | 6.0 MHz      | 6.0 MHz      | 6.0 MHz      |
| porteuse audio                    | 5.5 MHz (FM) | 6.5 MHz (FM) | 6.5 MHz (FM) | 6.5 MHz (AM) |

### PAL: Phase Alternation Line
Développé principalement en Allemagne, il exploite plusieurs brevets du Sécam et principalement du NTSC, dont il réduit la distorsion de phase des couleurs. Les retransmissions commerciales commencent en 1967. À partir des années 1970, il devient le standard couleurs dominant en Europe. Même les pays ayant adopté le Sécam adoptent en partie le PAL notamment pour la production technique des émissions à partir du milieu des années 1970.
Les normes de télédiffusion associée au standard PAL sont B/G, I, D, N et M. Note : le PAL est le seul standard couleurs à être exploité à la fois aux cadences images 50 Hz ou 60 Hz en fonction des pays où il est exploité.
|                                   | PAL B-G-H    | PAL I          | PAL D          | PAL N        | PAL M        |
| lignes/trames                     | 625/50       | 625/50         | 625/50         | 625/50       | 525/60       |
| fréquence horizontale             | 15.625 kHz   | 15.625 kHz     | 15.625 kHz     | 15.625 kHz   | 15.75 kHz    |
| fréquence verticale               | 50 Hz        | 50 Hz          | 50 Hz          | 50 Hz        | 60 Hz        |
| fréquence porteuse vidéo couleurs | 4.433618 MHz | 4.43361875 MHz | 4.43361875 MHz | 3.582056 MHz | 3.575611 MHz |
| largeur de bande vidéo            | 5.0 MHz      | 5.5 MHz        | 6.0 MHz        | 4.2 MHz      | 4.2 MHz.     |
| porteuse audio                    | 5.5 MHz (FM) | 6.0 MHz        | 6.5 MHz        | 4.5 MHz      | 4.5 MHz      |

## Distribution géographique
Ce graphique présente la répartition des standards de télévision en couleur dans le monde - Attention à ne pas confondre avec les normes de télédiffusion :

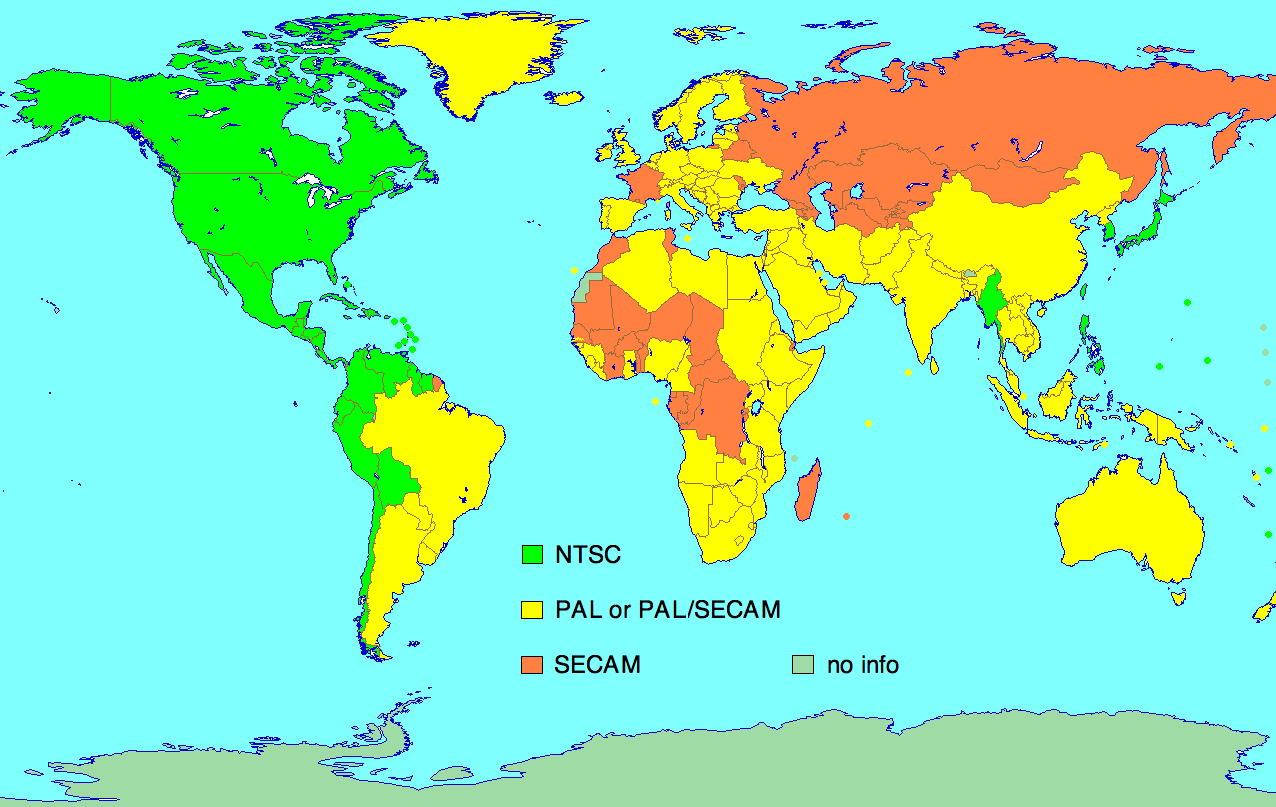
Carte de répartition géographique des standards de couleurs TV